# Шатха (нохія)
Шатха (араб. ناحية شطحة‎‎) — нохія у Сирії, що входить до складу району Ес-Сукейлябія провінції Хама. Адміністративний центр — м. Шатха.
| Сирія | Це незавершена стаття з географії Сирії. Ви можете допомогти проєкту, виправивши або дописавши її. |